# Everton Nogueira
Everton Nogueira (* 12. Dezember 1959 in Pradópolis, SP) ist ein ehemaliger brasilianischer Fußballspieler und derzeitiger Nachwuchstrainer beim Atlético Mineiro. Er wurde auf der Position eines offensiven Mittelfeldspielers eingesetzt.

## Karriere
Nogueira begann seine Profilaufbahn 1976 beim brasilianischen Zweitligisten Londrina EC. Mit dem Klub wurde er 1980 Meister in der Série B. Von hier aus sollte er 1981 an den SE Palmeiras transferiert werden. Nachdem die Verhandlungen ins Stocken geraten waren, sprang der FC São Paulo ein, zu dem er wechselte und in dem Jahr die Staatsmeisterschaft von São Paulo gewann. Dem Klub blieb er bis Ende 1982 treu. In seiner Zeit bei São Paulo bestritt er wettbewerbsübergreifend 152 Spiele (87 Siege, 28 Unentschieden und 37 Niederlagen) und erzielte 41 Tore.
Zur Saison 1983 ging Nogueira zum Guarani FC. Bereits am Ende des Jahres verließ er den Klub wieder. Er wechselte zum Atlético Mineiro nach Belo Horizonte. Hier konnte er 1985 und 86 die Staatsmeisterschaft von Minas Gerais gewinnen. Nach 198 Spielen und 92 Toren verließ er Atlético. Trotz eines besseren Angebots vom Grêmio FBPA kehrte er nach São Paulo zurück, wo er beim SC Corinthians unter Vertrag kam. Er bevorzugte den Wechsel, um seines verstorbenen Vaters zu gedenken, welcher ihn immer für Corinthians spielen sehen wollte. Mit dem Klub gewann er 1988 die Staatsmeisterschaft von São Paulo. Für Corinthians bestritt er zwischen 1987 und 1988 insgesamt 68 Spiele (28 Siege, 26 Unentschieden und 14 Niederlagen) und erzielte 20 Tore. Nach der Austragung der Staatsmeisterschaft lag ihm ein Angebot des Belenenses Lissabon aus Portugal vor, welches er annehmen wollte. Im Zuge der Vertragsverhandlungen erhielt Nogueira ein weiteres Angebot aus Portugal vom FC Porto, welches besser dotiert war und daher von ihm angenommen wurde. Im Nachhinein bewertete er dieses als einen Fehler. Er war aus dem Finale der Staatsmeisterschaft verletzt hervorgegangen und konnte sich daher im starken Kader von Porto nicht durchsetzen. Mit dem Klub trat er in zehn Ligaspielen in der Saison 1988/89 (zwei Tore) und einem im Portugiesischen Fußball-Supercup an. Danach ging er in seine Heimat zurück nach Belo Horizonte, dieses Mal allerdings zu América Mineiro.
1991 wagte Nogueira nochmals den Schritt ins Ausland. Dieses Mal versuchte er es in Japan. Er unterzeichnete bei den Yokohama F. Marinos, zu dem Zeitpunkt noch Nissan Motors. Mit dem Klub bestritt er zwei Spielzeiten in der Japan Soccer League und eine in der J. League. Kurz nach Beginn der J.League 1994 wechselte Nogueira zum Ligakonkurrenten Kyōto Sanga. Nach Abschluss der Saison beendete er seine aktive Laufbahn.

## Trainer
Seit 2002 ist Nogueira als Trainer im Nachwuchsbereich von Atlético Mineiro aktiv. Er entdeckte dort z. B. Dodô.

## Erfolge
Londrina
- Série B: 1980

São Paulo
- Staatsmeisterschaft von São Paulo: 1981
- Campeonato Brasileiro de Futebol Vizemeister: 1981

Atlético Mineiro
- Staatsmeisterschaft von Minas Gerais: 1985, 1986

Corinthians
- Staatsmeisterschaft von São Paulo: 1988

Auszeichnungen
- Staatsmeisterschaft von Minas Gerais – Torschützenkönig: 1985 (16 Tore)

## Familie
Nogueira ist Vater zweier Kinder.